# 아프가니스탄-중국 국경

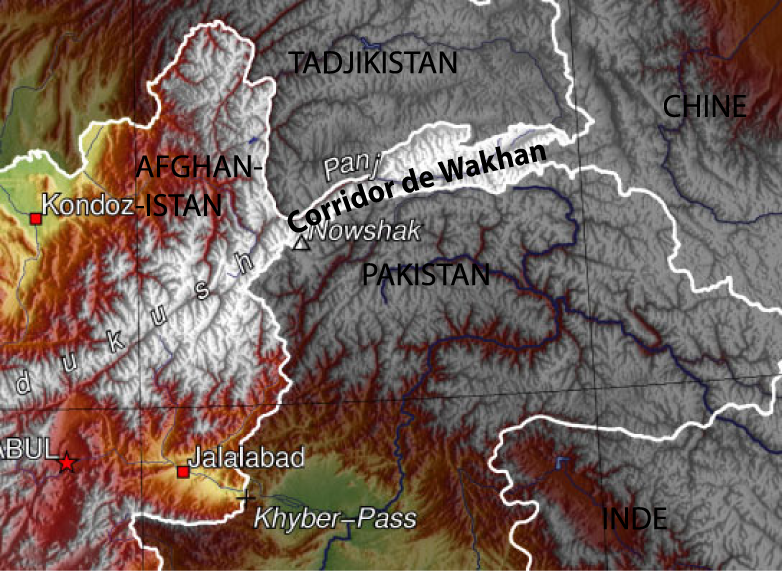
아프가니스탄-중화인민공화국 국경을 포함한 지도

아프가니스탄-중화인민공화국 국경은 아프가니스탄과 중화인민공화국 사이의 92km 국경으로, 파키스탄의 연방 직할 영토인 길기트발티스탄과 양국의 삼합점에서 시작하여 무스타그 산맥을 따라 분수계를 이루며 타지키스탄과의 삼합점에서 끝난다. 이 짧은 국경은 아프가니스탄의 북동쪽 끝에 위치하며, 양국의 많은 지역이나 도시 지역과는 멀리 떨어진 길고 좁은 와한 회랑의 끝에 있다. 국경의 중화인민공화국 쪽은 찰라치구 계곡(Chalachigu Valley)에 있다. 국경은 남쪽의 와흐지르 고개와 북쪽의 테게르만수 고개(Tegermansu Pass)를 포함한 여러 산길로 이어진다.
국경 양측은 보호 지역이다. 아프가니스탄 쪽은 바다흐샨주 와한 지구의 와한 국립공원이고, 중화인민공화국 쪽은 신장 위구르 자치구 카슈가르 지구 타슈쿠르간 타지크 자치현의 타슈쿠르간 자연보호구(Taxkorgan Nature Reserve)이다.
이 국경은 아프가니스탄의 UTC+04:30과 중화인민공화국의 UTC+08:00 사이의 3.5시간 차이로 지구상에서 가장 큰 육상 시간대 차이를 나타낸다.

## 역사

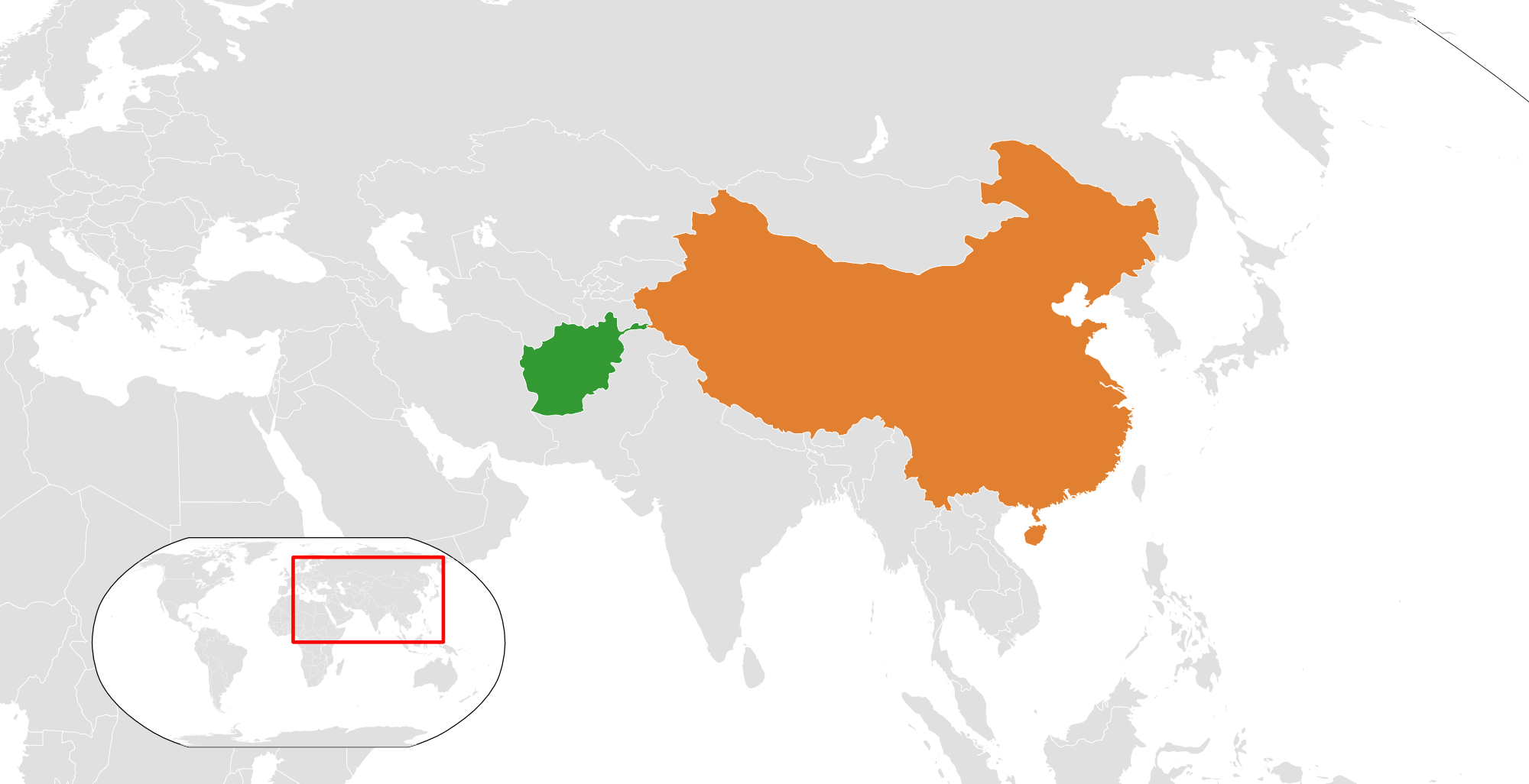
아프가니스탄 (초록색) 및 중화인민공화국 (주황색)

국경 지역은 비단길의 통로였다. 유명한 중국 불교 순례자 현장이 649년경 중국으로 돌아가는 길에 이 고개를 통과했다고 전해진다.
국경은 대영 제국과 러시아 제국 간의 1895년 그레이트 게임의 일환으로 아프가니스탄과 중국 사이에 설정되었지만, 중화인민공화국과 아프가니스탄은 1963년이 되어서야 국경에 최종 합의했다. 아프가니스탄 왕국과 중화인민공화국은 1963년에 국경을 획정했다.
최근에는 주요 통로인 와흐지르 고개가 아프가니스탄에서 생산된 아편을 중화인민공화국으로 운반하는 저강도 마약 밀수 경로로 사용되는 것으로 알려져 있다. 2000년대에 아프가니스탄은 경제적 이유나 탈레반 반란에 맞서는 대체 보급로로 와한 회랑의 국경을 개방해 줄 것을 여러 차례 중화인민공화국에 요청했다. 그러나 중화인민공화국은 회랑과 접해 있는 서부 신장 위구르 자치구의 불안정 때문에 대체로 거부했다. 2009년 12월, 미국이 중화인민공화국에 회랑 개방을 요청했다고 보도되었다.
1990년대부터 카슈가르 지역 정부는 경제적인 목적으로 테게르만수 고개(Tegermansu Pass)를 통관항으로 개방하려는 제안과 계획을 내놓았다. 하지만 아직 실현되지 않았다.

## 지리

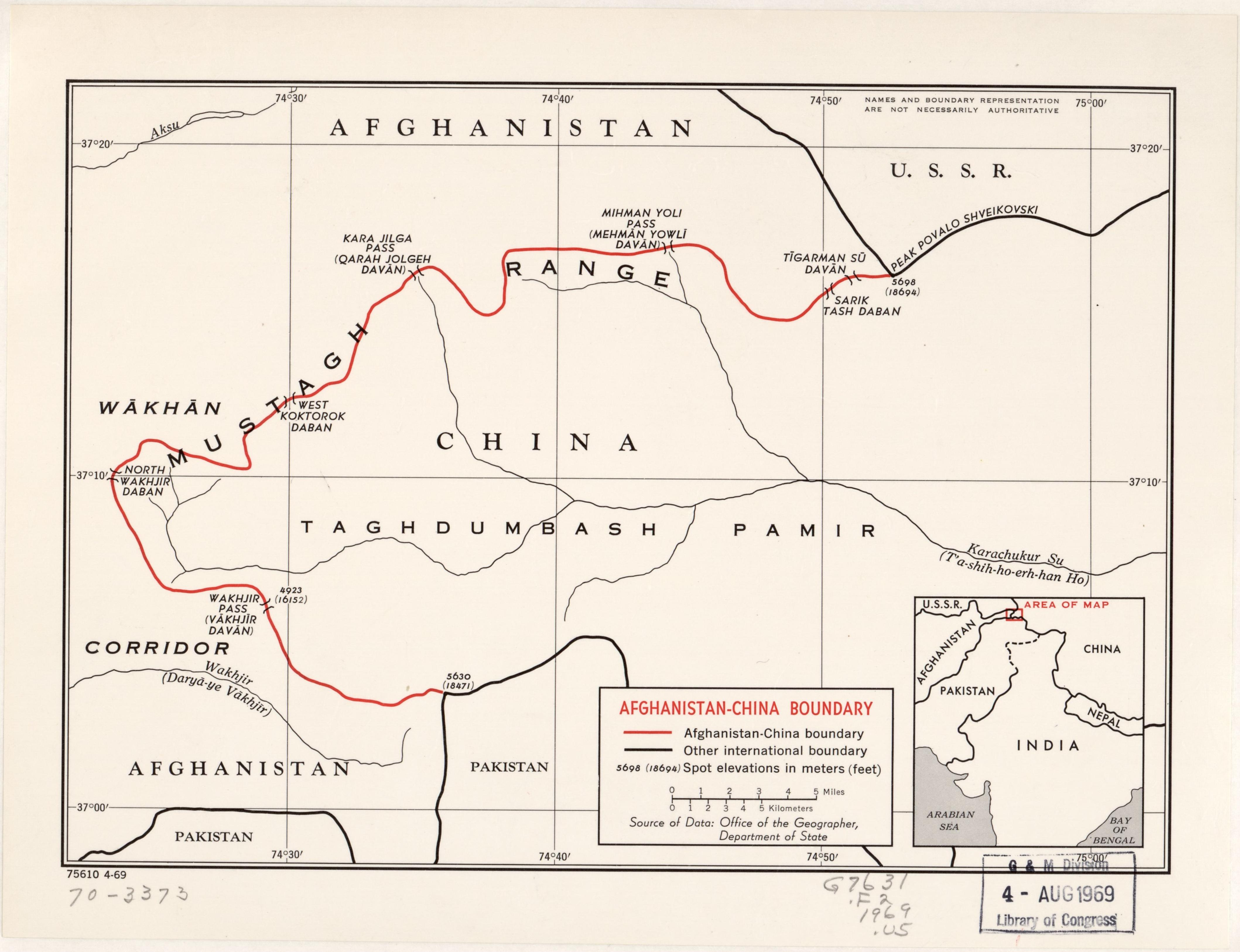
아프가니스탄-중화인민공화국 국경 (1969), 1963년 조약에 언급된 대부분의 지형을 포함함

1963년 국경 조약 제1조는 아프가니스탄-중화인민공화국 국경을 남쪽 끝에서부터 다음과 같이 묘사한다.
남단에 위치한 해발 5,630m의 봉우리(참조 좌표는 대략 북위 37도 03분, 동경 74도 36분)에서 시작하여 양국 간의 경계선은 한편으로는 타슈쿠르간강의 지류인 카라추쿠르 수강(Karachukur Su River) 유역과 다른 한편으로는 악수강(Aksu River) 및 와흐지르강(Wakhjir River), 즉 와한강(Wakhan River)의 상류 사이의 무스타그 산맥 분수계를 따라 이어지며, 해발 4,923m의 남와흐지르 다반(South Wakhjir Daban, 아프가니스탄 지도에는 와흐지르 고개로 표기), 북와흐지르 다반(North Wakhjir Daban, 중국 지도에만 표기), 서코크토록 다반(West Koktorok Daban, 중국 지도에만 표기), 동코크토록 다반(East Koktorok Daban, 아프가니스탄 지도에는 카라질가 고개로 표기), 톡만 수 다반(Tok Man Su Daban, 아프가니스탄 지도에는 미흐만 욜리 고개로 표기), 시리크 타슈 다반(Sirik Tash Daban, 중국 지도에만 표기), 코크라시 콜 다반(Korrash Kol Daban, 아프가니스탄 지도에는 티가르만 수 고개로 표기)을 통과하여 해발 5,698m의 코크라시 콜 봉우리(Korrash Kol Peak, 아프가니스탄 지도에는 포발로 슈베이코프스키 봉우리로 표기)에 이른다.

국경의 북쪽 끝은 아프가니스탄의 가장 동쪽에 있는 지점인 포발로-슈베이코프스코고 봉우리(Povalo-Shveikovskogo Peak)(중국어 간체자: 波万洛什维科夫斯基峰, 병음: Bōwànluò Shíwéikēfūsījī Fēng) / 코크라시 콜 봉우리(Kekelaqukaole Peak; 중국어: 克克拉去考勒峰, 병음: Kèkèlāqùkǎolè Fēng)에서 아프가니스탄-중화인민공화국-타지키스탄 삼합점에 위치한다.

## 국경 통과 지점
역사적으로 양측 간의 주요 통과 지점은 와흐지르 고개였다. 와흐지르 고개는 비단길 이래로 최소 천 년 동안 사용되었다. 와흐지르 고개 외에도 소 파미르의 극동 끝에 위치한 테게르만수 고개(Tegermansu Pass)도 있다.
중화인민공화국 쪽의 찰라치구 계곡(Chalachigu Valley)은 방문객에게 폐쇄되어 있어 고개들은 폐쇄되어 있다. 그러나 지역 주민과 목축업자는 접근이 허용된다.

## 역사 지도 및 갤러리
아프가니스탄-중화인민공화국 국경의 20세기 중후반 영어 역사 지도:

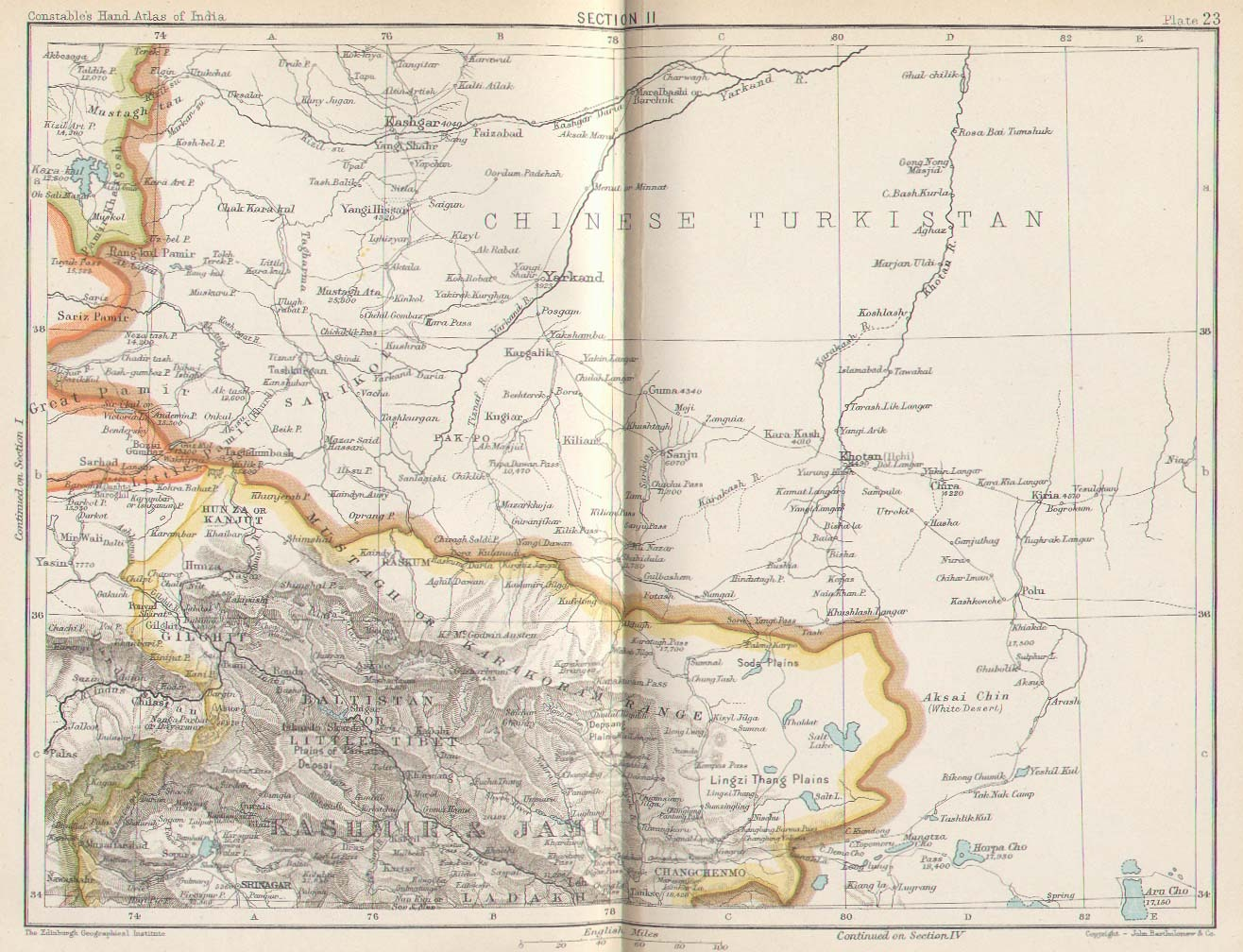
지역 지도 (1893년)
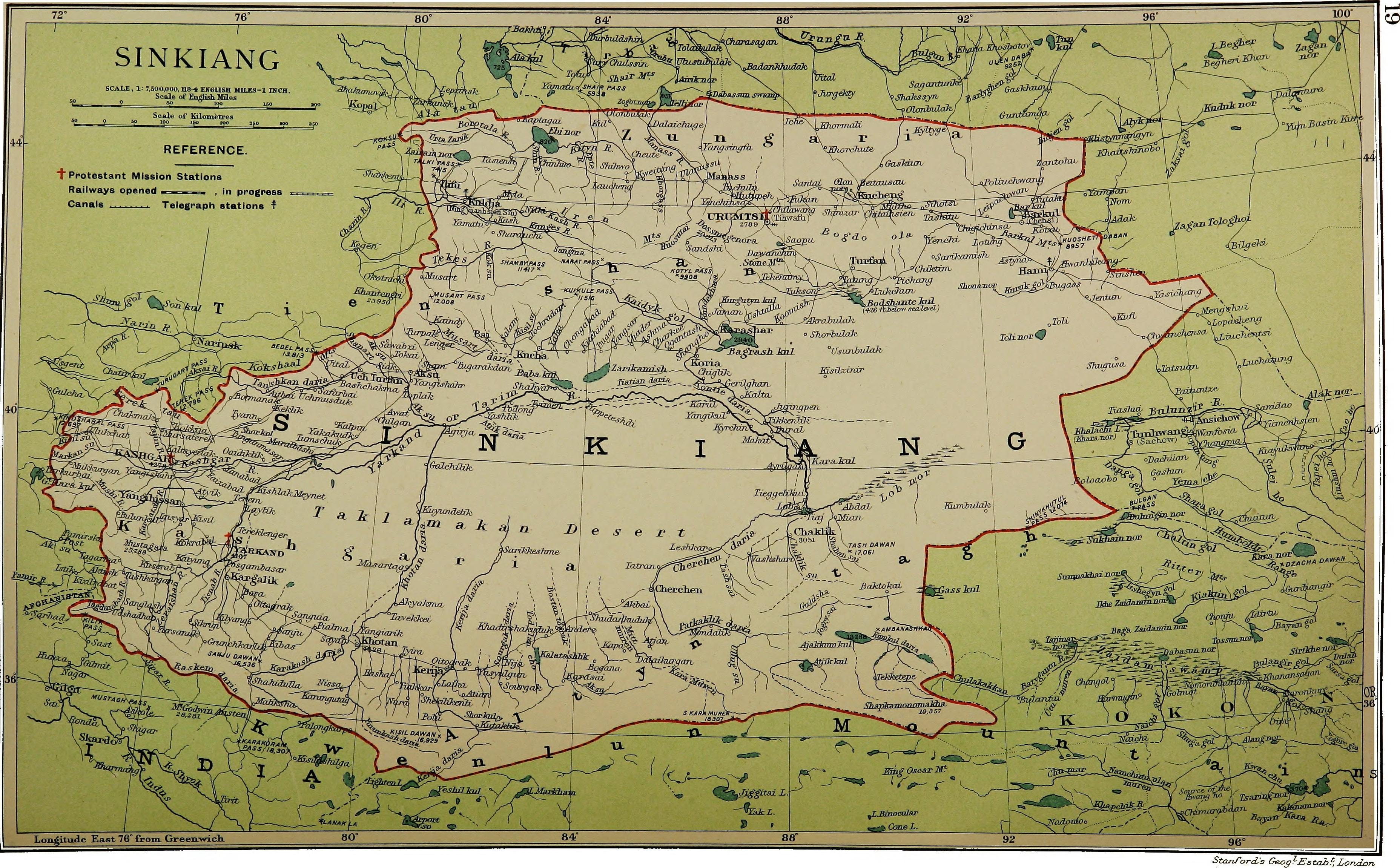
아프가니스탄-중화인민공화국 국경을 포함한 지도 (1917년)
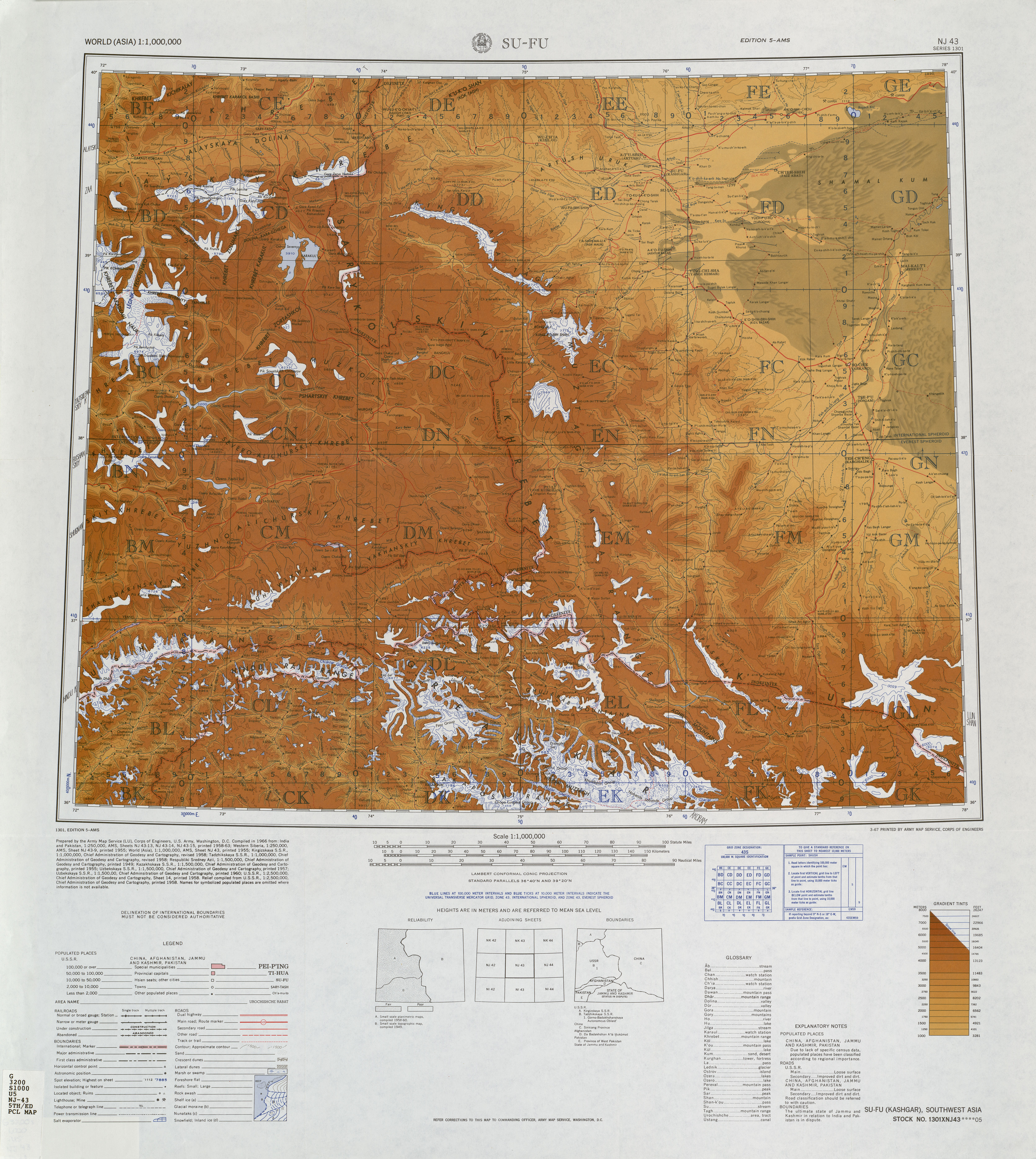
세계 지도 국제판(AMS, 1966년)에서[b]
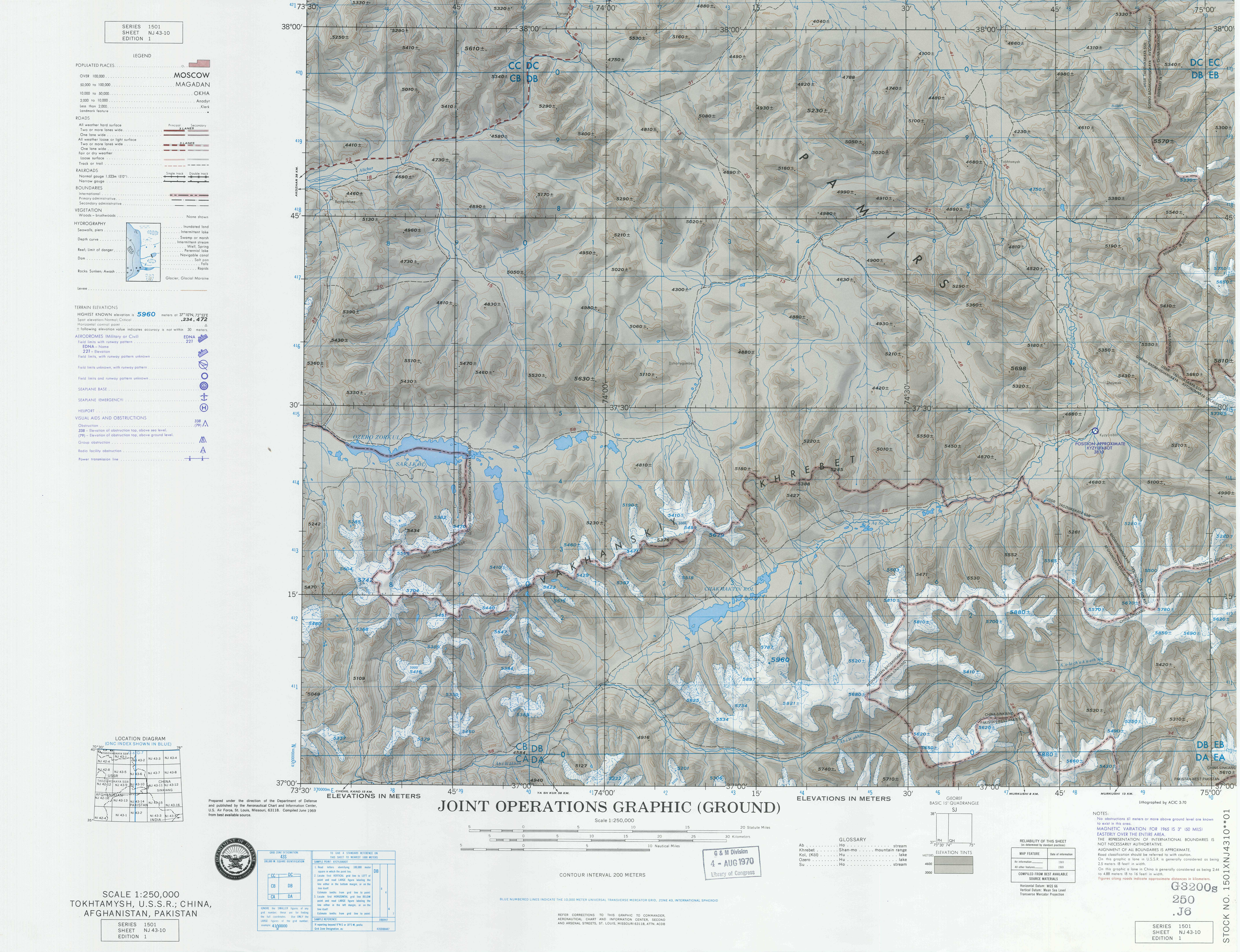
아프가니스탄-중화인민공화국 국경을 포함한 지도(ACIC, 1969년)
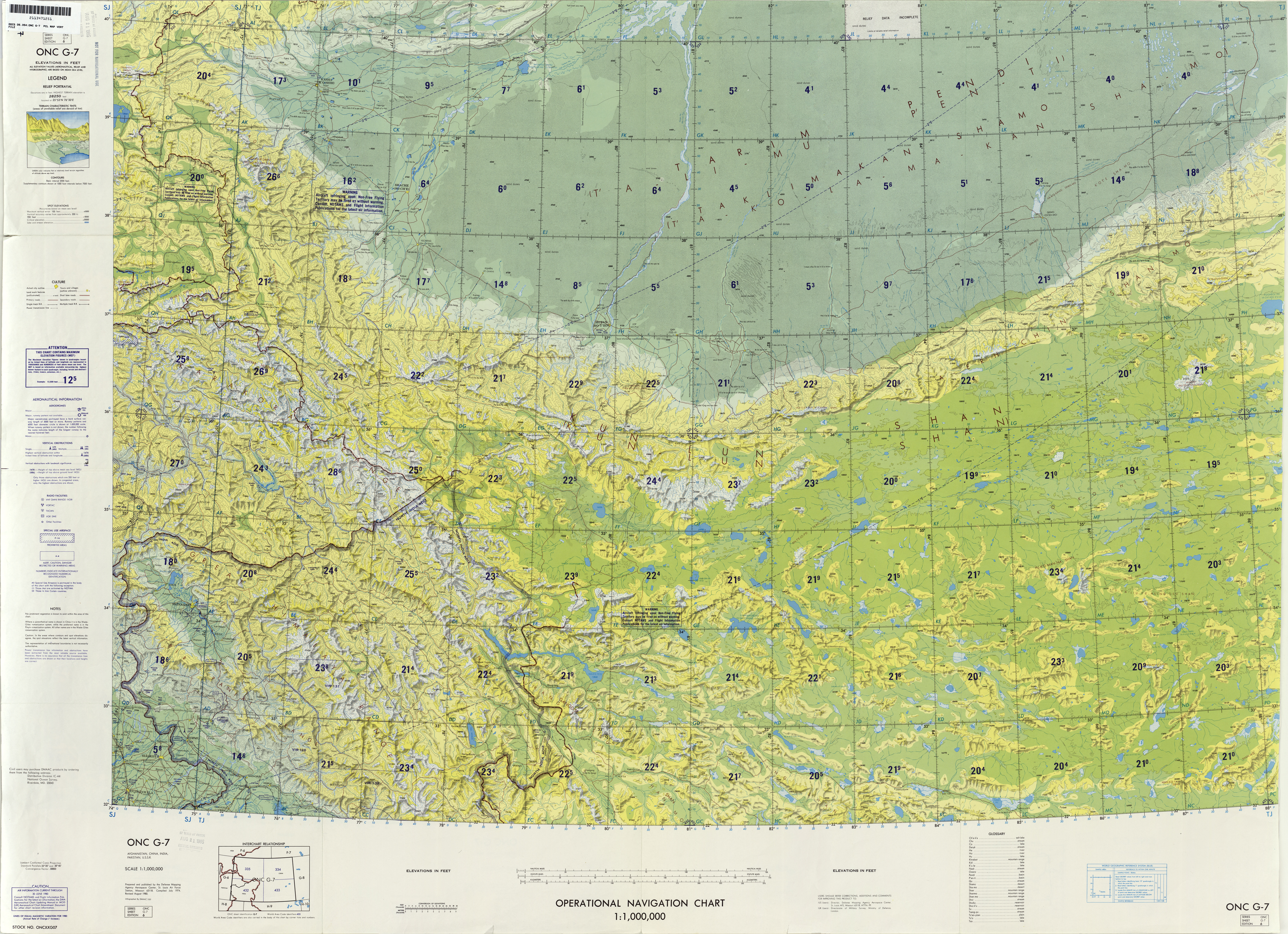
국경 지역(DMA, 1980년)[c]
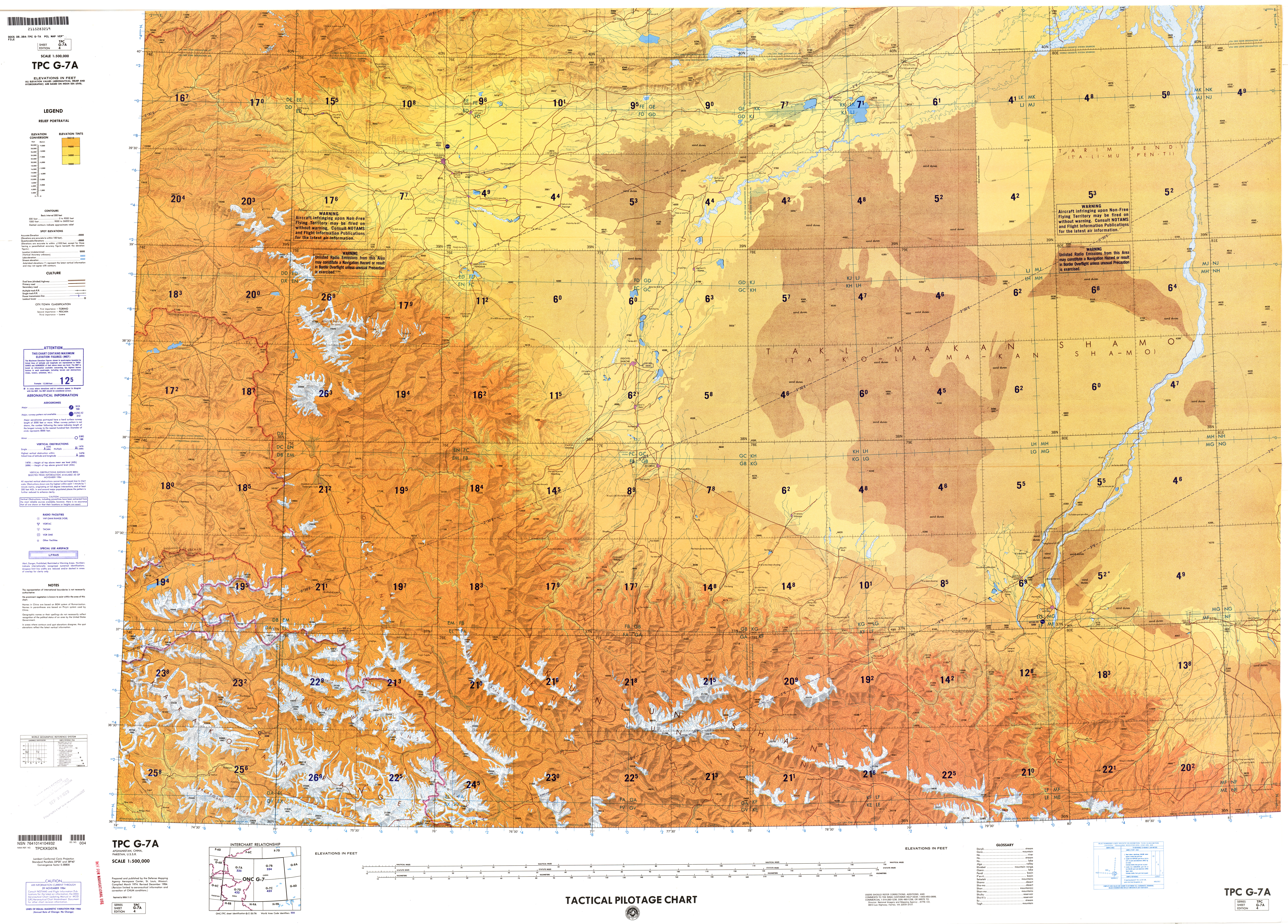
국경 지역(DMA, 1984년)[d]
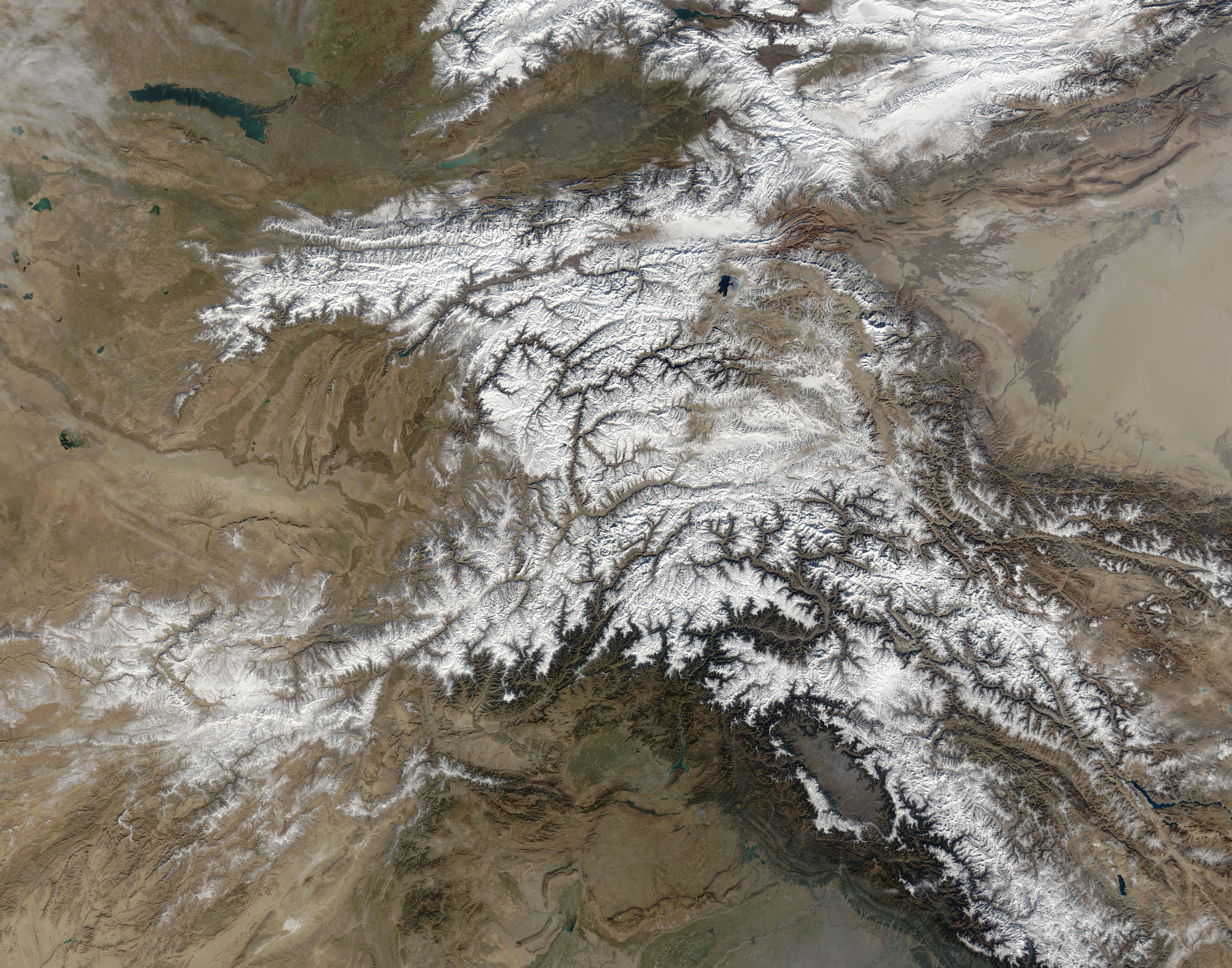
아프가니스탄-중화인민공화국 국경이 표시된 지역 위성 이미지
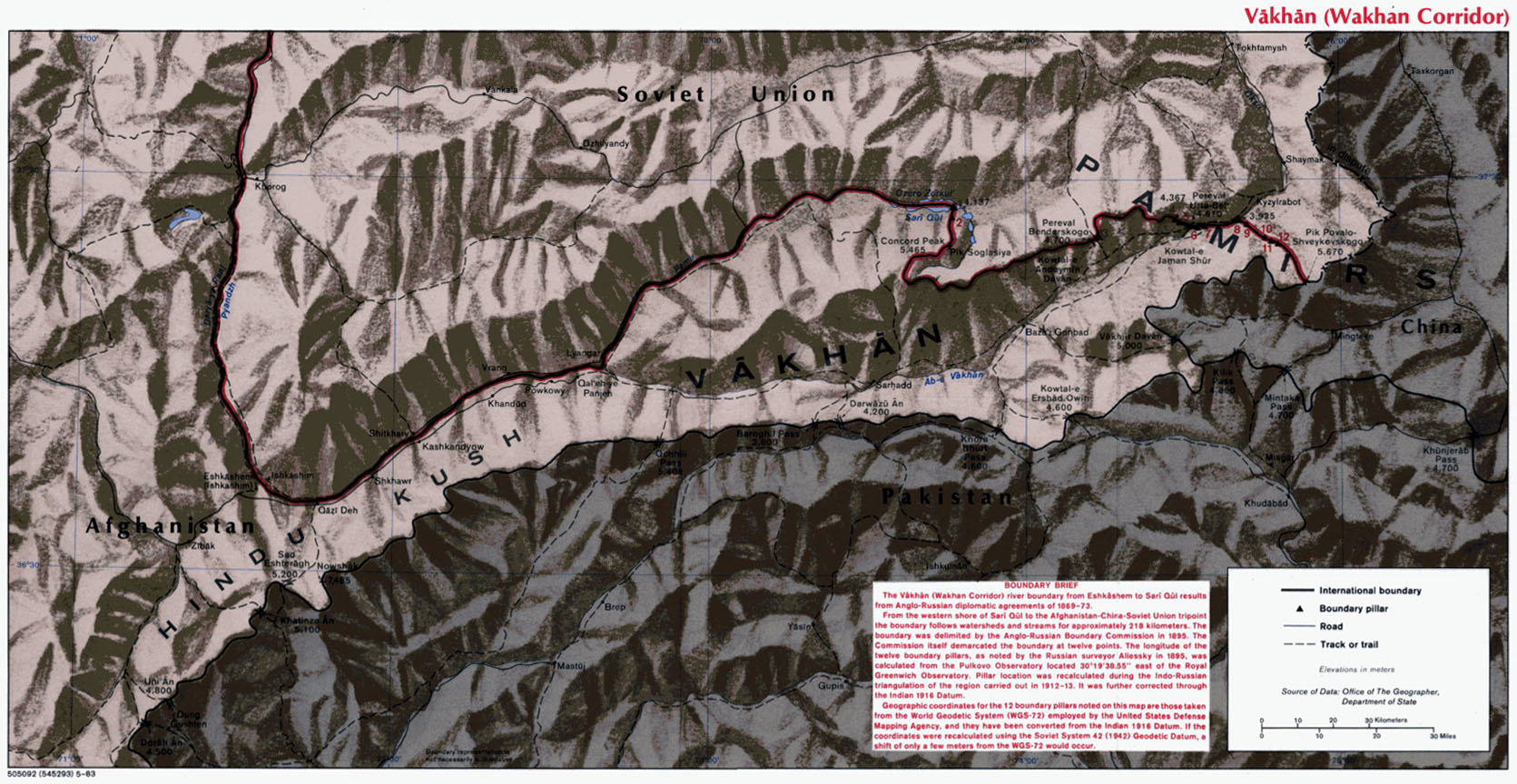
아프가니스탄-중화인민공화국 국경을 포함한 와한 회랑

## 같이 보기
- 중화인민공화국-타지키스탄 국경
- 중화인민공화국-파키스탄 국경
- 아프가니스탄-중화인민공화국 관계

## 내용주
1. ↑  지도 출처: "이름과 경계 표시는 반드시 권위 있는 것은 아님"
2. ↑  지도 출처: "국제 국경의 표시는 반드시 권위 있는 것으로 간주되어서는 안 됨"
3. ↑  지도 출처: "국제 국경 표시는 반드시 권위 있는 것은 아님."
4. ↑  지도 출처: "국제 국경 표시는 반드시 권위 있는 것은 아님"

## 추가 문헌
- 국제 국경 연구 No. 89 – 1969년 5월 1일 아프가니스탄 – 중화인민공화국 국경